# Quemado de Güines
Quemado de Güines es un municipio ubicado al norte de la provincia de Villa Clara, región central de Cuba. Cuenta con una extensión de 340.22 km². 
Limita al norte con el Océano Atlántico, con Sagua la Grande por el Este, por el Sur con el municipio de Santo Domingo y con Corralillo por el Oeste.
El poblado fue fundado en 1667, por varias familias de leñadores que, con el fin de colonizar la zona para comenzar la explotación maderera, se dieron a la tarea de quemar los árboles de güines, muy abundantes en la región, de ahí su nombre.